# Cadwallader D. Colden
Cadwallader David Colden (Flushing, 4 aprile 1769 – Jersey City, 7 febbraio 1834) è stato un politico statunitense, 54° sindaco di New York.